# 학문적 충실성
학문적 충실성, 학문적 진실성, 학문적 성실성, 학문적 정직성, 학문윤리(academic integrity)는 학계의 도덕 규범 또는 윤리 정책이다. 이 용어는 "학문적 성실성의 할아버지"로 여겨지는 럿거스 대학교 교수 도널드 맥카베(Donald McCabe)에 의해 대중화되었다. 학문적 정직성은 연구와 학술 출판에 있어 정직성과 엄격함뿐 아니라 부정 행위, 표절, 계약 부정행위 방지, 학업 기준 유지 등의 행동을 통해 교육적 가치의 제정을 지지한다.

## 같이 보기
- 학문적 부정직
- 표절